# Villa Stefania
La Villa Stefania, anche nota come Villa Stefania Bevilacqua Marsaglia, è una storica residenza di Sanremo in Italia.

## Storia
La villa venne costruita nel 1896 secondo il progetto dell'architetto Pio Soli. Venne commissionata dall'ingegnere Giovanni Marsaglia per celebrare le nozze della figlia Stefania con il patrizio bolognese Lamberto Bevilacqua Ariosti.

## Descrizione
La villa presenta le caratteristiche tipiche dello stile Secondo Impero, quale, ad esempio, il piano mansardato.

## Galleria d'immagini

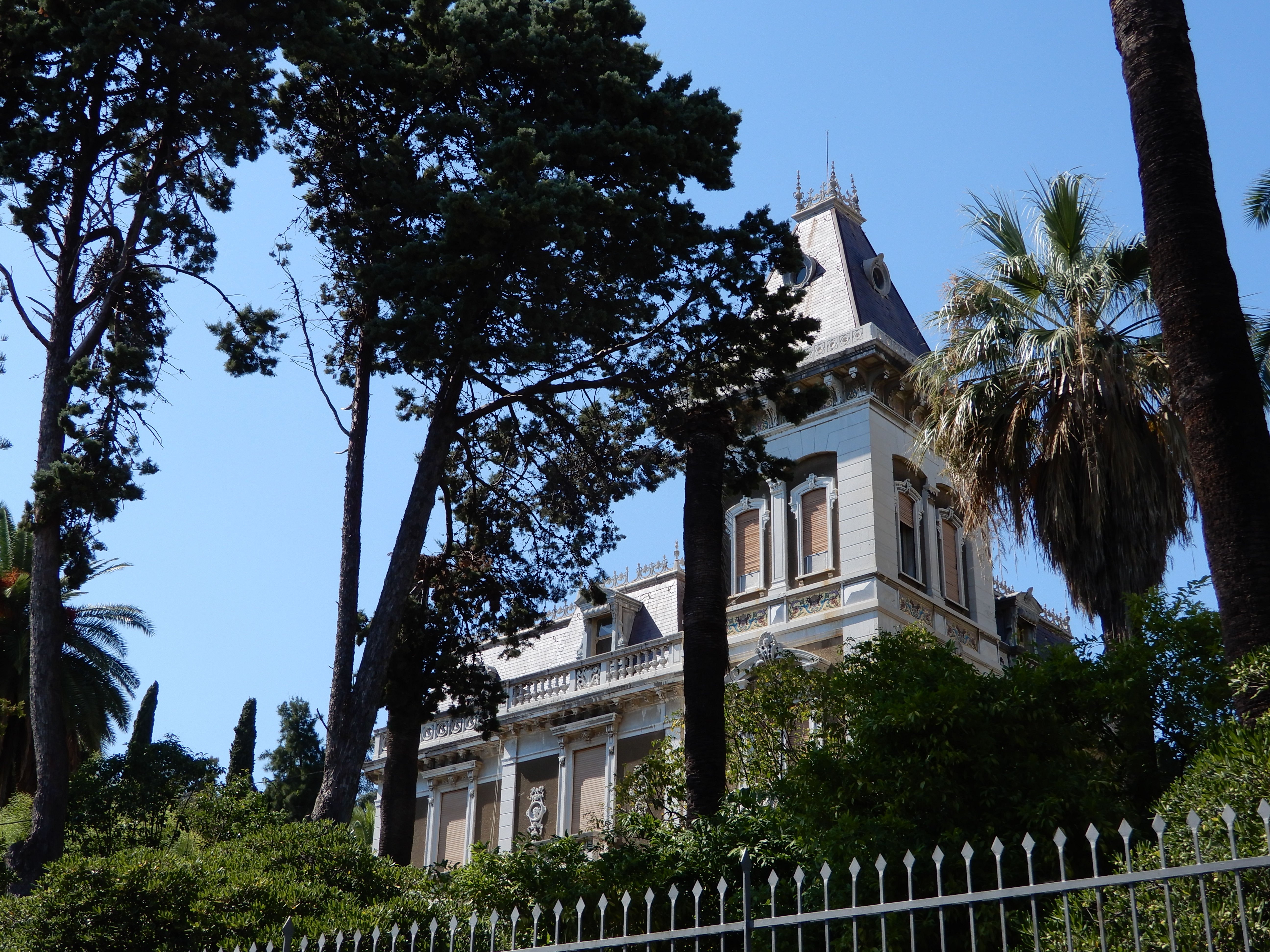
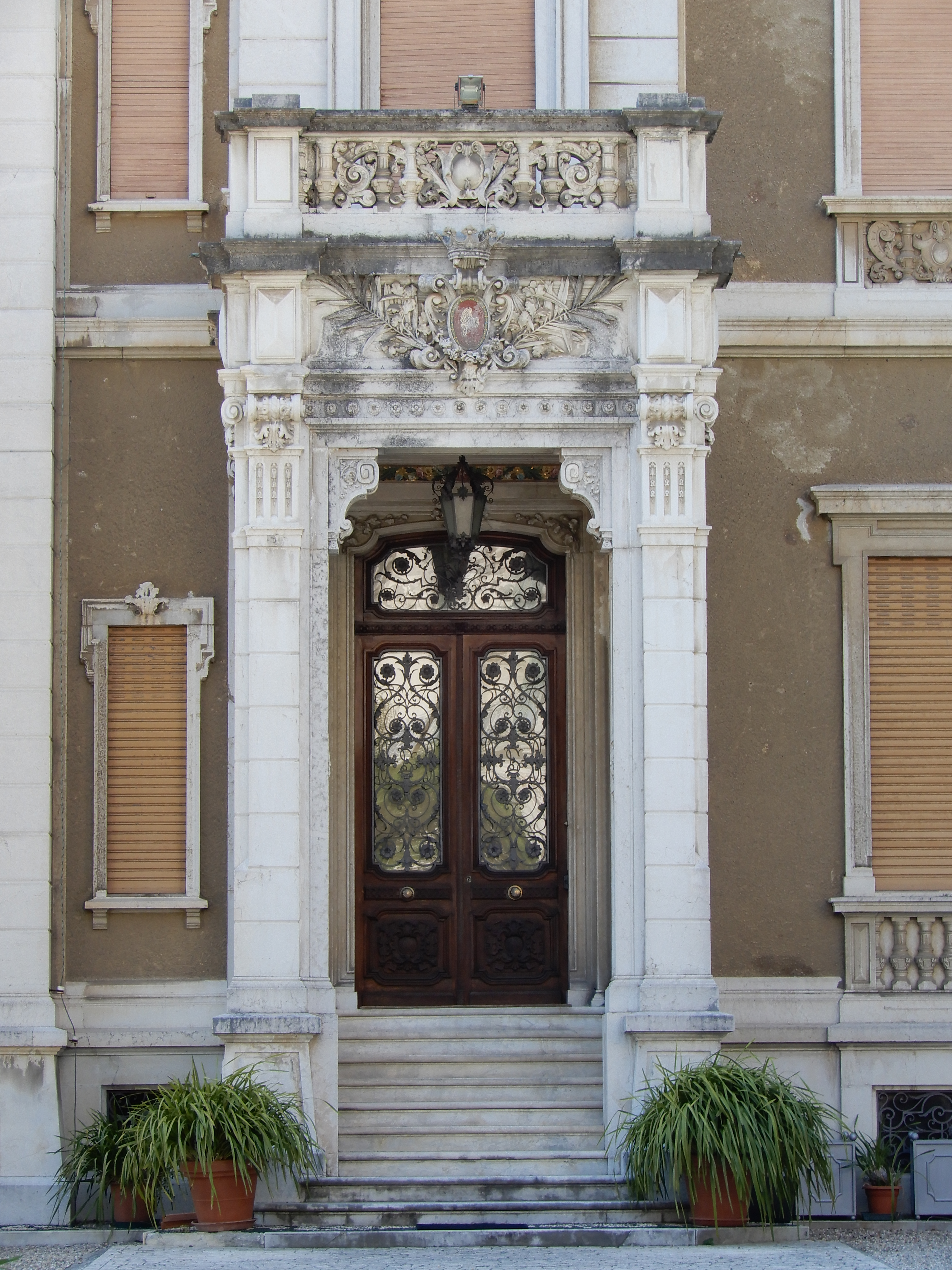
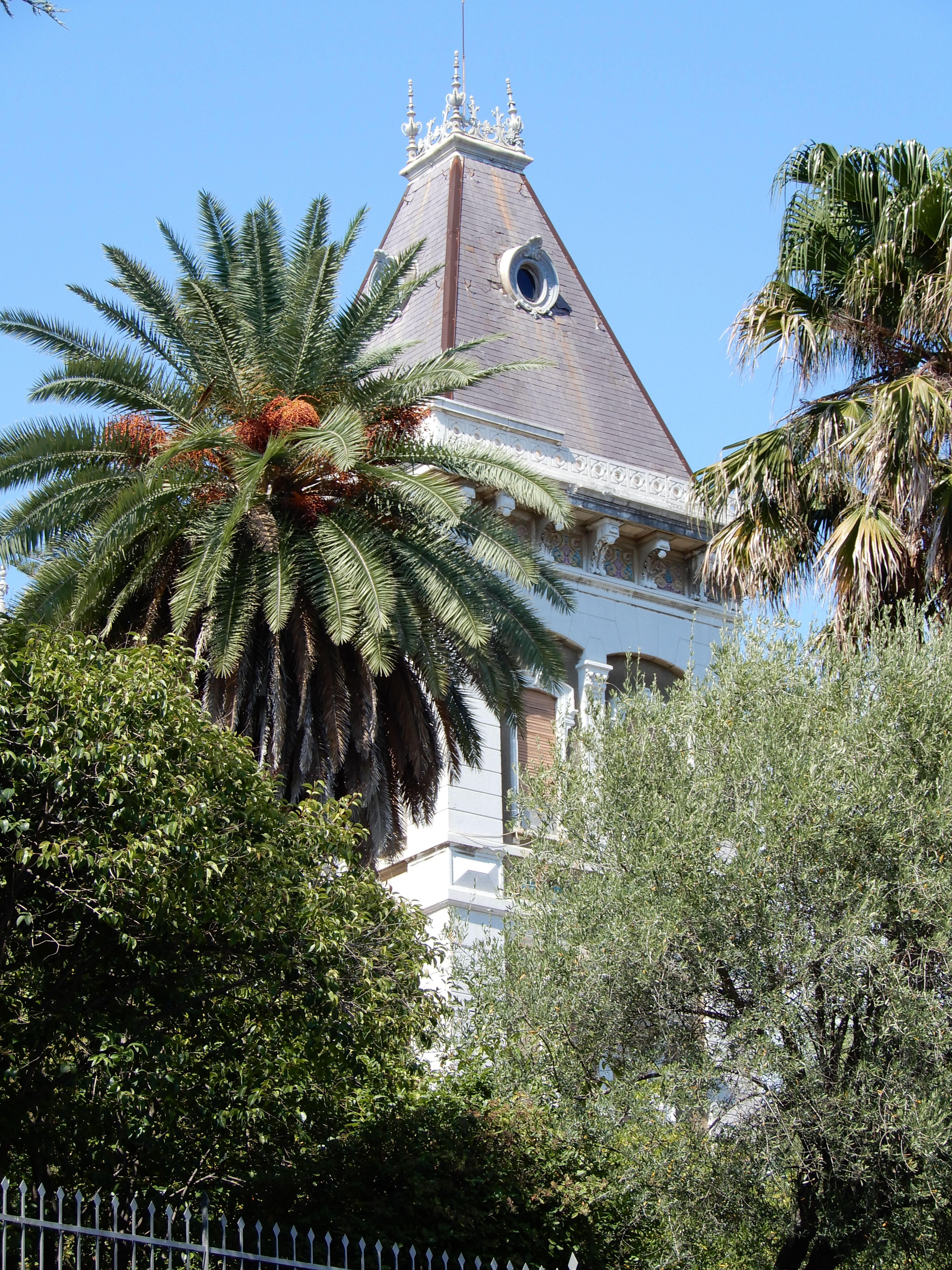